# Godzilla, King of the Monsters!
Godzilla, King of the Monsters! är en amerikansk version av den japanska filmen Godzilla – monstret från havet (1954) från 1956.

## Om filmen
Godzilla, King of the Monsters! är en amerikanskt nedklippt och dubbad version av den japanska filmen Godzilla – monstret från havet, ursprungligen släppt 1954, där nyinspelade scener med amerikanska skådespelare såsom Raymond Burr (som Steve Martin) klippts in och där vissa japanska scener klippts bort. Raymond Burrs karaktär används främst för att förtälja handlingen på engelska medan den sker. Handlingen är annars snarlik originalet.
Filmen hade premiär i USA den 27 april 1956.

## Handling
Ett jättelikt dinosaurieliknande odjur väcks ur sin sömn i havet av atombombstester utanför den japanska kusten och attackerar Tokyo.

## Rollista (urval)
- Akira Takarada - Hideto Ogata
- Momoko Kôchi - Emiko Yamane
- Akihiko Hirata - Daisuke Serizawa-hakase
- Takashi Shimura - Kyohei Yamane-hakase
- Raymond Burr - Steve Martin